# Bizantinci (sura)
Bizantinci (arabsko Ar-Rum) je 30. sura (poglavje) v Koranu, ki jo sestavlja 60 ajatov (verzov). Je meška sura.
Med opravljanjem molitve (salata oz. namaza) pri tej suri verniki opravijo 6 ruku'jev (priklonov).